# River (Joni Mitchell)
River è un brano musicale della cantautrice canadese Joni Mitchell, terza traccia del lato B del quarto album in studio Blue, pubblicato il 22 giugno 1971. Sebbene non sia mai stato pubblicato come singolo, questo brano occupa il secondo posto, dopo Both Sides Now, tra le canzoni di Mitchell più registrate da altri artisti

## Storia e significato
(Joni Mitchell)
Anni fa, Michael Ball in una scuola di recitazione londinese, durante un'esibizione di musiche natalizie tradizionali, a un certo punto, gli studenti eseguirono "River" di Joni Mitchell. Ball rimase in un po' sorpreso, dato che il classico del 1971 non era proprio una canzone di Natale. Nonostante la melodia di apertura sia quella di Jingle Bells e che il testo inizi con una descrizione del periodo natalizio:Sta arrivando il Natale, stanno abbattendo alberi/Stanno allevando renne, cantando canzoni di gioia e pace. In realtà "River" è una canzone triste, basata su una storia d'amore interrotta. Il dramma disperato sembra essere ambientato durante le vacanze.
Qualcuno aveva immaginato che Joni Mitchell avesse tratto ispirazione dalla relazione che aveva avuto con Graham Nash verso la fine degli anni 60. 
Nonostante la canzone sia solamente ambientata nel periodo natalizio, e non riguardi il Natale in sé, è diventata con il passare del tempo un classico natalizio.
Secondo lo scrittore Will Blythe la canzone è collegata ad una visita a Chapel Hill che Mitchell fece con l'allora fidanzato James Taylor e a una sessione di canti natalizi con la famiglia di quest'ultimo.

## Versione di Ellie Goulding
Una cover del brano, realizzata dalla cantante britannica Ellie Goulding, è stata pubblicata come singolo il 14 novembre 2019 esclusivamente su Amazon Music.

### Video musicale
Il videoclip, diretto da David Soutar, è stato reso disponibile il 4 dicembre 2019.

### Successo commerciale
Nella Official Singles Chart britannica River ha raggiunto la prima posizione nella pubblicazione del 2 gennaio 2020 con 78 193 unità di vendita, diventando la terza numero uno di Ellie Goulding.

### Classifiche
| Classifica (2019) | Posizione massima |
| ----------------- | ----------------- |
| Regno Unito       | 1                 |